# Dracaena oddonii
Dracaena oddonii är en sparrisväxtart som beskrevs av De Wild. Dracaena oddonii ingår i släktet dracenor, och familjen sparrisväxter. Inga underarter finns listade i Catalogue of Life.